# Duguetia aberrans
Duguetia aberrans este o specie de plante angiosperme din genul Duguetia, familia Annonaceae, descrisă de Paulus Johannes Maria Maas. Conform Catalogue of Life specia Duguetia aberrans nu are subspecii cunoscute.